# Магнуссон, Ким
Ким Магнуссон (суахили Kim Magnusson; род. 31 августа 1992 в Швеции) — шведский профессиональный шоссейный велогонщик, выступающий c 2018 года за команду мирового тура «EF Pro Cycling». Чемпион Швеции в групповой гонке 2017 года.

## Достижения
2017
1-й  Чемпионат Швеции в групповой гонке
5-й Гран-при Кальмара
8-й Тур Восточной Богемии

## Статистика выступлений

### Гранд-туры
| Гонка           | 2018 |
| --------------- | ---- |
| Джиро д'Италия  |      |
| Тур де Франс    |      |
| Вуэльта Испании |      |

| —  | Не участвовал  |
| НФ | Не финишировал |